# Ferdinand Preiss

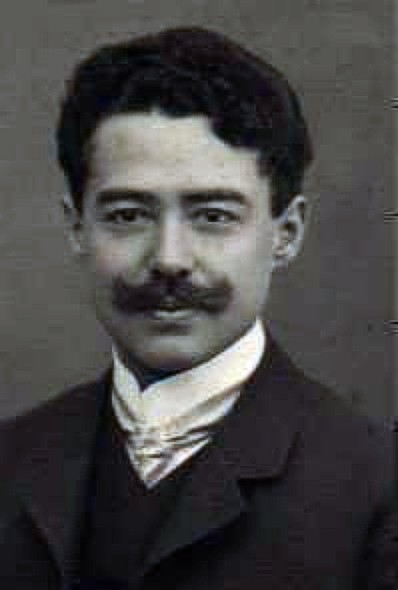
Ferdinand Preiss, 1905

Johann Philipp Ferdinand Preiss, im Geburtseintrag Preiß (* 13. Februar 1882 in Erbach (Odenwald); † 29. Juli 1943 in Berlin), war ein deutscher Bildhauer und einer der führenden Elfenbeinschnitzer des Art déco.

## Leben
Preiss war der Sohn des Hotelbetreibers Karl Daniel Heinrich Preiss und seiner Ehefrau Katharine geb. Reichert, die aus einer Elfenbeinschnitzerfamilie stammte. Er war 15 Jahre alt, als beide Eltern verstarben, wonach er mit seinen fünf Geschwistern bei Freunden und Verwandten unterkam. Er wurde von der Familie des Erbacher Elfenbeinschnitzers Philipp Willmann (1846–1910) aufgenommen, der ihn in diesem Metier ausbildete. Nachdem er um Ostern 1901 die Werkstatt Willmanns verlassen hatte, besuchte Preiss im gleichen Jahr die Unterrichtsanstalt des Kunstgewerbemuseums Berlin. Darauf unternahm er Reisen nach Mailand, Rom und Paris. Er arbeitete als Formgestalter und Modellierer von Porzellanfiguren bei der Firma Ghidini. Von 1905 bis 1907 war er für die Firma Carl Haebler in Baden-Baden tätig. 1907 heiratete er die Berlinerin Margarethe Hilme; ihrer Verbindung entstammten der Sohn Harry und die Tochter Lucie.
In Baden-Baden lernte er Arthur Kassler aus Berlin kennen, mit dem er 1906/1907 die Firma „Preiss & Kassler, Geschäft für Elfenbeinkunst mit Werkstatt“ gründete. In der Berliner Lenbacherstrasse 1 fertigten sie anfangs Kleinplastiken aus Elfenbein, darunter Kinderstatuetten und Skulpturen mit Motiven, die sich hauptsächlich an klassischen Idealen orientierten. Ab 1910 wurden die ersten chryselephantinen Schnitzereien produziert, wozu sie mit der Gießerei Aktien-Gesellschaft Gladenbeck aus Berlin zusammenarbeiteten. Im gleichen Jahr begannen Louis Kuchler und Ludwig Walther für die Firma zu arbeiten, die ihren Namen nun auf PK abkürzte. 1914 beschäftigte das Unternehmen sechs aus Erbach stammende Elfenbeinschnitzer, jedoch kam das Geschäft durch den Ersten Weltkrieg zum Erliegen.

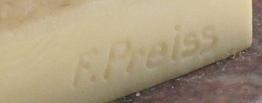
Signatur Ferdinand Preiss

1920 nahmen Preiss und Kassler die Produktion wieder auf, mit der sie besonders in den 1920er Jahren überaus erfolgreich waren. In der Firma konzentrierte sich Preiss auf die künstlerische Leitung, während Kassler den kaufmännischen Bereich übernahm. Die Marke PK erlangte besonders mit etwa 35 cm hohen Statuetten im Stil des Art déco Bekanntheit, für die aufwendig bearbeitetes Elfenbein und bemalte Bronze auf oftmals einfach gehaltenen Onyx- oder Marmorsockeln kombiniert und mitunter auch an Tischuhren oder Lampensockeln montiert wurde. Die Werke tragen meist das Firmenmonogram PK und die Signatur F. Preiss. Seine bekanntesten Arbeiten zeigen moderne, lebensnah gestaltete Frauen aus der Sport- und Theaterwelt des frühen 20. Jahrhunderts. Preiss setzte für die Produktion der chryselephantinen Statuen Dentalbohrer ein, mit deren Hilfe Elfenbein präziser und schneller bearbeitet werden konnte. Die meist von Ferdinand Preiss entworfenen Modelle legte die Firma so in Serie auf und exportierte den Großteil der Produktion nach England und in die Vereinigten Staaten. Rudolf Belling, Dorothea Charol, Walter Kassler, Richard W. Lange, Philip Lenz, Paul Philippe, Otto Poertzel und Ludwig Walter arbeiteten für die Firma PK, die 1929 die Berliner Gießerei Rosenthal & Maeder übernahm.
Die Firma bestand bis 1943; in diesem Jahr starb Preiss an einem Gehirntumor im Alter von 61 Jahren. Die seit 1931 bestehende Werkstatt und das Musterlager in der Berliner Ritterstraße 36 brannte kurz vor Ende des Zweiten Weltkrieges 1945 nach einem Bombenangriff vollständig aus.
Arbeiten von Ferdinand Preiss haben auf Auktionen Preise von £ 10.000 bis £ 25.000 erreicht.

## Werke (Auswahl)

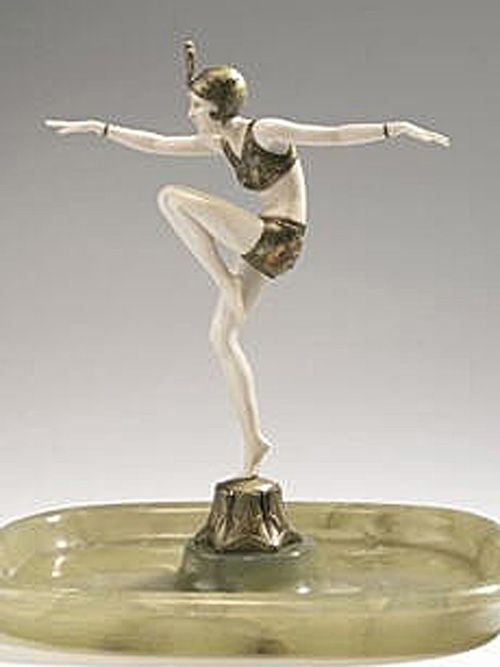
Con Brio
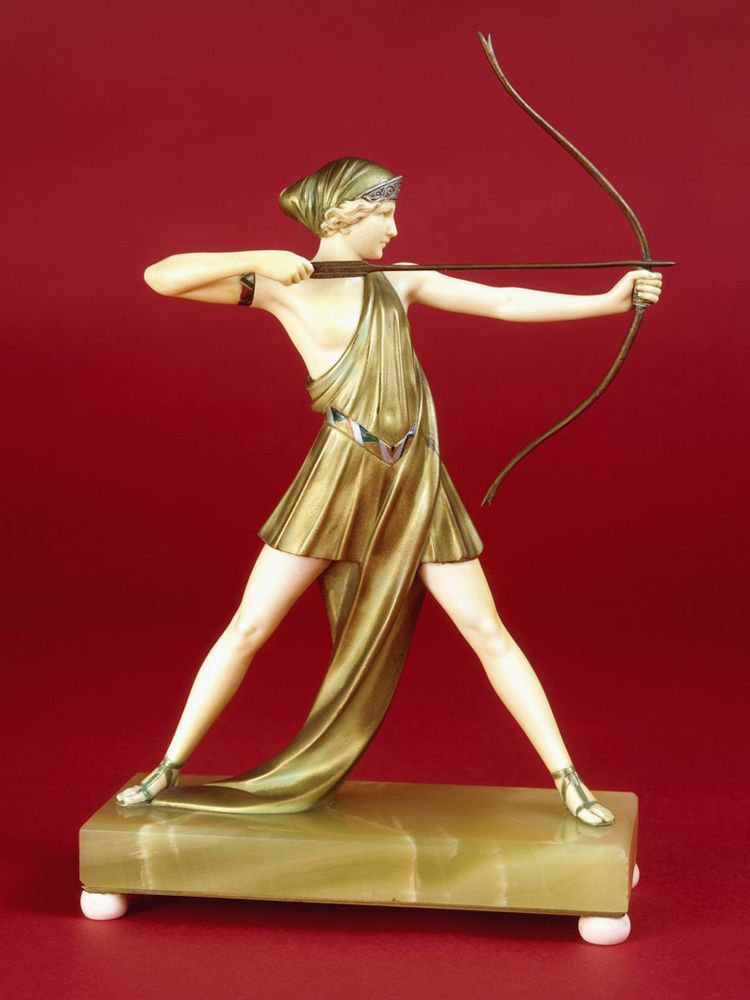
Bogenschütze
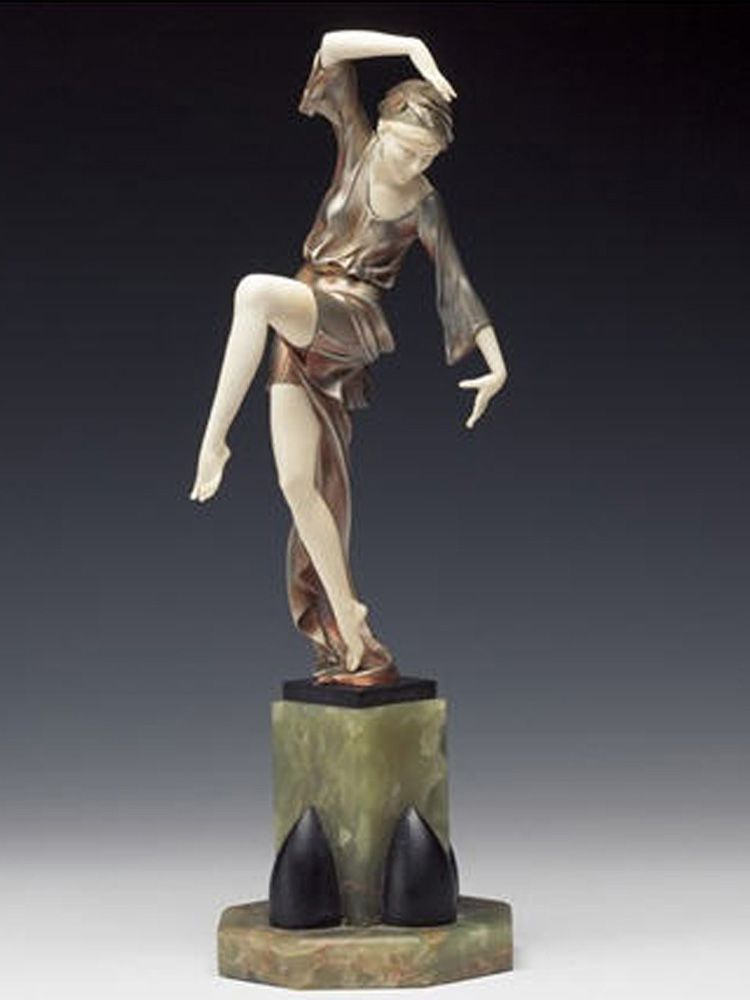
Herbsttänzerin
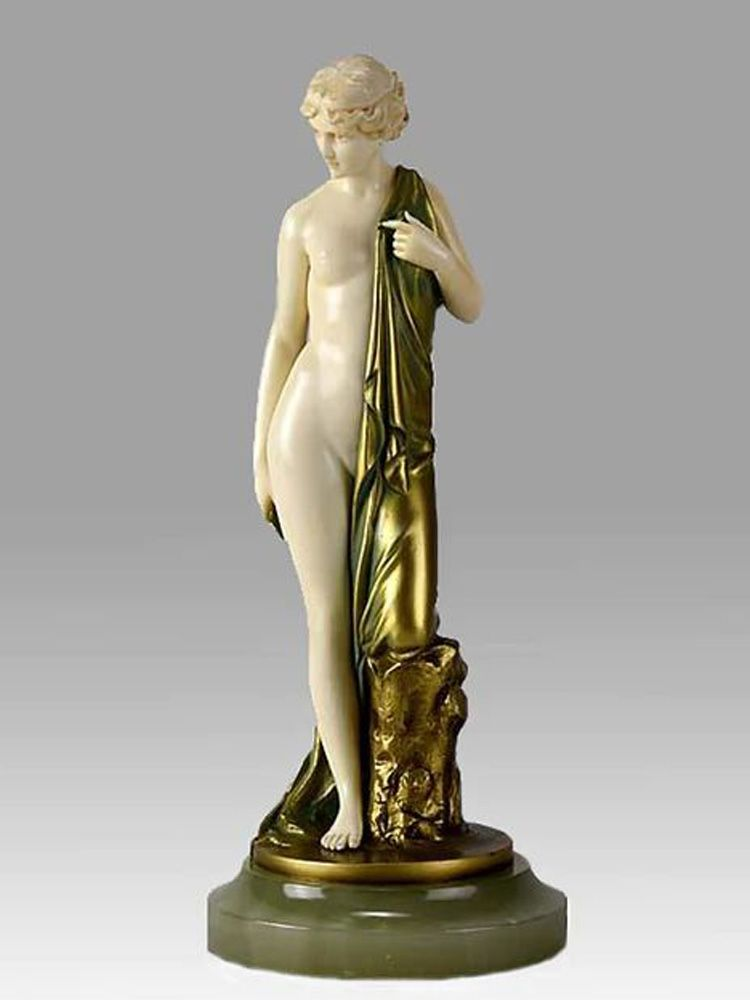
Aphrodite

- Tänzerin mit Tambourin, 1900
- Träume, 1920
- Eitelkeit, 1925
- Con Brio
- Königin Elizabeth
- Bogenschütze
- Iphigenie
- Pomona
- Mädchen mit Strandball
- Herbsttänzerin
- Aphrodite